# 釋志開
釋志開（1911年—1979年），江苏海安人，曾出任南京市栖霞寺主持，是佛光山星雲法師的入門師父。

## 生平
釋志開曾和大本、觉民等法师创建了栖霞寺律学院。中期收弟子釋星雲。釋星雲在17岁时染上疟疾，折腾半个多月，差不多奄奄一息。釋志開在那个物质匮乏的年代送了徒弟釋星雲半碗咸菜，拯救了釋星雲的性命。釋星雲立誓：“师父，弟子有幸跟随您出家修行，我将来一定弘扬佛法，普度众生，絕不辜负师父的一片慈悲！”1937年，日本军队攻佔南京城，釋志開带领僧众救难民，并为中国军队筹集粮食。
1979年，釋志開圆寂，安葬在江苏省海安县。

## 徒弟
- 釋星雲